# Александър Стоилов
Александър Дончев Стоилов е български политик, кмет на град Несебър, България.

## Биография
Роден е на 11 септември 1921 година в село Будилци, Светиврачка околия. Учи в родното си село, а средно образование завършва в Петричката гиназия. Попада под влияние на леви идеи и в 1938 година става член на Работническия младежки съюз, като се занимава с разпространение на комунистическа литература, организиране на събрания и събиране на помощи за затворници. Заради тази си дейност е изключен от Петричката гимназия.
От 10 април 1959 година до 6 март 1962 година е председател на Изпълнителния комитет на Градския общински народен съвет (кмет) в Несебър.
От 1962 година работи в Организационния отдел на Окръжния народен съвет в Бургас.
Александър Стоилов умира на 5 февруари 1988 година в Поморие.